# Săseni (okręg Gałacz)
Săseni – wieś w Rumunii, w okręgu Gałacz, w gminie Berești-Meria. W 2011 roku liczyła 98 mieszkańców.